# Maybe (Brian the Sunの曲)
「Maybe」（メイビー）は、日本のロックバンド・Brian the Sunのメジャー2枚目のシングル。2016年9月7日にEpic Records Japanから発売された。

## 概要
前作「HEROES」から約3ヶ月ぶりのシングル。
表題曲「Maybe」はUHFアニメ『甘々と稲妻』エンディングテーマとなっている。また、カップリング曲「しゅがーでいず」は『VANS 2016 Fall＆Winter』イメージソングとなっている。
通常盤、初回生産限定盤、期間生産限定盤の3形態でリリース。「Maybe」のミュージックビデオは、アンドロイドと研究者、人工知能と人間との儚く切ない物語を描いている。

## 収録曲

### CD（通常盤・初回生産限定盤）
1. Maybe [5:30]
  - UHFアニメ『甘々と稲妻』エンディングテーマ
2. しゅがーでいず [2:33]
  - 『VANS 2016 Fall＆Winter』イメージソング
3. Maybe (Instrumental) [5:31]

### CD（期間生産限定盤）
1. Maybe [5:30]
2. しゅがーでいず [2:34]
3. Maybe (アニメver.) [1:39]
4. Maybe (Instrumental) [5:31]

### DVD（初回生産限定盤のみ）
1. HEROES (Music Video)
2. HEROES (Music Video メイキング)
3. Maybe (Music Video)
4. Maybe (Music Video -Director's Cut Version-)
5. Maybe (Music Video メイキング)